# Alif Alif
Alif Alif är en administrativ atoll i Maldiverna. Den ligger i den västra delen av landet, den administrativa centralorten Rasdhoo ligger 55 km väster om huvudstaden Malé. Antalet invånare vid folkräkningen 2014 var 6 475.
Alif Alif består av den norra delen av Ariatollen och de båda mindre atollerna Rasdhooatollen och Thoddooatollen.  Den består av 33 öar, varav åtta är bebodda: Bodufolhudhoo, Feridhoo, Himandhoo, Maalhos, Mathiveri, Rasdhoo, Thoddoo och Ukulhas. Dessutom finns turistanläggningar på ett antal öar, dessa räknas officiellt som obebodda.